# 華夷變態

《華夷變態》是日本江戶時代儒學學者林春勝、林信篤於1732年彙編的書，自明朝被北方遊牧國家取代後，即意指“中國”變成“蠻夷”。是中日貿易的口述史料“唐船風說書”（日本人所寫於中國的所見所聞）之一，其序文中說：
「崇禎登天，弘光陷虜，唐魯才保南隅，韃虜橫行中原，是華變於夷之態也。」

## 外部連結
- 華夷變態 -- 林春斎，( 1618-1680 )  （页面存档备份，存于）